# Encanto (álbum de Sérgio Mendes)
| Críticas profissionais | Críticas profissionais |
| Avaliações da crítica  | Avaliações da crítica  |
| Fonte                  | Avaliação              |
| ---------------------- | ---------------------- |
| Allmusic               | [ 1 ]                  |
| iTunes Store           | [ 2 ]                  |
| RapReviews.com         | [ 3 ]                  |

"Encanto" é o trigésimo sexto álbum de estúdio do pianista brasileiro Sérgio Mendes, lançado em 5 de março de 2008 pela editora discográfica Concord Records. O álbum é o segundo trabalho do pianista com os membros do grupo de hip hop estadunidense The Black Eyed Peas.[carece de fontes?]

## Singles
- The Look of Love foi o primeiro single do álbum, lançado em 18 de março de 2008, a faixa teve a participação da cantora estadunidense Fergie.[carece de fontes?] O single alcançou a decima quinta posição na Billboard Smooth Jazz Songs.[4]
- Funky Bahia foi lançado como segundo single em 27 de março de 2008, tendo a participação de will.i.am e Siedah Garrett.[5] O single chegou a posição 93º na na Dutch Charts da Holanda,[6] e a vigésima primeira na Itália.[7]
- Waters Of March é uma das muitas versões em Inglês da composição "Águas de Março" de Tom Jobim. Essa versão da canção chegou a posição 50º na parada musical estadunidense Dance Music/Club Play Singles feita pela revista Billboard.[8]
- Somewhere In The Hills (O Morro Nao Tem Vez) foi uma regravação em ingles da canção "O Morro Não Tem Vez" de Elis Regina. Essa versão da canção chegou a trigésima posição na Billboard Smooth Jazz Songs.[9]

## Faixas
| N.º | Título                                                                           | Duração |  |
| 1.  | "The Look of Love" (com Fergie)                                                  | 4:00    |  |
| 2.  | "Funky Bahia" (com Will.i.am & Siedah Garrett)                                   | 3:58    |  |
| 3.  | "Waters of March" (com Ledisi)                                                   | 3:58    |  |
| 4.  | "Odo-Ya" (com Carlinhos Brown)                                                   | 3:51    |  |
| 5.  | "Somewhere in the Hills (O Morro Não Tem Vez)" (com Natalie Cole & Till Brönner) | 4:01    |  |
| 6.  | "Lugar Comum" (com Jovanotti)                                                    | 4:16    |  |
| 7.  | "Dreamer" (com Herb Alpert & Lani Hall)                                          | 4:43    |  |
| 8.  | "Morning in Rio"                                                                 | 4:20    |  |
| 9.  | "Y vamos ya" (com Juanes)                                                        | 4:18    |  |
| 10. | "Catavento e Girassol" (com Gracinha Leporace)                                   | 3:51    |  |
| 11. | "Acode" (com Vanessa da Mata)                                                    | 4:28    |  |
| 12. | "Água de Beber" (com Will.i.am)                                                  | 4:04    |  |
| 13. | "E Vamos la (...Let's Go)"                                                       | 4:19    |  |
| 14. | "Waters of March (Les Eaux de Mars)" (com Zap Mama)                              | 3:57    |  |

## Desempenho nas paradas
| \| Paradas (2008) \| Melhor posição \| \| ----------------------------------------- \| -------------- \| \| Alemanha (Offizielle Deutsche Charts)[10] \| 68 \| \| Estados Unidos (Billboard 200)[11] \| 60 \| \| Estados Unidos (Top Jazz Albums)[12] \| 1 \| \| França (SNEP)[13] \| 138 \| \| Itália (Italy Albums Top 100) [14] \| 94 \| \| Japão (Oricon)[14] \| 20 \| \| Países Baixos (Dutch Charts)[15] \| 48 \| |                |
| Paradas (2008) | Melhor posição |
| Alemanha (Offizielle Deutsche Charts) | 68             |
| Estados Unidos (Billboard 200) | 60             |
| Estados Unidos (Top Jazz Albums) | 1              |
| França (SNEP) | 138            |
| Itália (Italy Albums Top 100) | 94             |
| Japão (Oricon) | 20             |
| Países Baixos (Dutch Charts) | 48             |

## Prêmios e indicações
| Ano  | Cerimônia    | Categoria                     | Resulto  |
| ---- | ------------ | ----------------------------- | -------- |
| 2006 | Grammy Award | Produtor do Ano, Não-clássico | Indicado |

## Histórico de lançamento
| País           | Data                | Gravadora       |
| Japão          | 5 de março de 2008  | Concord Records |
| Itália         | 5 de março de 2008  | Concord Records |
| Estados Unidos | 10 de junho de 2008 | Concord Records |